# Страткона (Минесота)
Страткона (енгл. Strathcona) град је у америчкој савезној држави Минесота.

## Демографија
По попису из 2010. године број становника је 44, што је 15 (51,7%) становника више него 2000. године.
| Група             | 2000.       | 2010.      |
| Белци             | 29 (100,0%) | 39 (88,6%) |
| Афроамериканци    | 0 (0,0%)    | 0 (0,0%)   |
| Азијати           | 0 (0,0%)    | 0 (0,0%)   |
| Хиспаноамериканци | 0 (0,0%)    | 0 (0,0%)   |
| Укупно            | 29          | 44         |